# Inventario degli insediamenti svizzeri da proteggere
L'Inventario federale degli insediamenti svizzeri da proteggere d’importanza nazionale (ISOS) è l'elenco degli "abitati meritevoli di protezione, d'importanza nazionale (OIAMP)" ed è uno strumento per la protezione dei beni culturali in Svizzera.
L'elenco è definito attraverso l'ordinanza del 1981 del Consiglio federale. Il Consiglio federale ha l'incarico di iscrivere e cancellare gli oggetti dall'elenco; il Dipartimento federale dell'interno decide dopo aver consultato i Cantoni sulle nuove descrizioni. 

## Siti d'importanza nazionale

### Appenzello Esterno
Nessuno

### Appenzello Interno
| Sito       | Cantone                   | Tipo     |
| ---------- | ------------------------- | -------- |
| Appenzello | Canton Appenzello Interno | città    |
| Schlatt    | Canton Appenzello Interno | frazione |

### Argovia
| Sito                                 | Cantone        | Tipo                  |
| ------------------------------------ | -------------- | --------------------- |
| Aarau                                | Canton Argovia | città                 |
| Aarburg                              | Canton Argovia | borgo                 |
| Schinznach-Bad                       | Canton Argovia | caso particolare      |
| Baden/Ennetbaden                     | Canton Argovia | città                 |
| Biberstein                           | Canton Argovia | caso particolare      |
| Boswil                               | Canton Argovia | villaggio             |
| Böttstein                            | Canton Argovia | caso particolare      |
| Bremgarten                           | Canton Argovia | borgo                 |
| Brugg                                | Canton Argovia | città                 |
| Elfingen                             | Canton Argovia | villaggio             |
| Endingen                             | Canton Argovia | caso particolare      |
| Frick                                | Canton Argovia | villaggio urbanizzato |
| Hasli (Muri)                         | Canton Argovia | frazione              |
| Hellikon                             | Canton Argovia | villaggio             |
| Herznach                             | Canton Argovia | villaggio             |
| Hettenschwil (Leuggern)              | Canton Argovia | frazione              |
| Hornussen                            | Canton Argovia | villaggio             |
| Husen (Lengnau)                      | Canton Argovia | frazione              |
| Ittenthal (Kaisten)                  | Canton Argovia | villaggio             |
| Jonen                                | Canton Argovia | villaggio             |
| Kaiseraugst                          | Canton Argovia | villaggio             |
| Kaiserstuhl (Zurzach)                | Canton Argovia | borgo                 |
| Kirchbözberg (Bözberg)               | Canton Argovia | caso particolare      |
| Kirchdorf (Obersiggenthal)           | Canton Argovia | villaggio             |
| Klingnau                             | Canton Argovia | borgo                 |
| Kloster Fahr (Würenlos)              | Canton Argovia | caso particolare      |
| Königsfelden (Windisch)              | Canton Argovia | caso particolare      |
| Laufenburg                           | Canton Argovia | borgo                 |
| Lengnau                              | Canton Argovia | caso particolare      |
| Lenzburg                             | Canton Argovia | borgo                 |
| Linn (Bözberg)                       | Canton Argovia | villaggio             |
| Mandach                              | Canton Argovia | villaggio             |
| Meisterschwanden                     | Canton Argovia | caso particolare      |
| Mellingen                            | Canton Argovia | borgo                 |
| Merenschwand                         | Canton Argovia | villaggio             |
| Oberflachs (Schinznach)              | Canton Argovia | villaggio             |
| Oberzeihen (Zeihen)                  | Canton Argovia | frazione              |
| Obschlagen/Litzi (Jonen)             | Canton Argovia | frazione              |
| Oetlikon (Würenlos)                  | Canton Argovia | frazione              |
| Rheinfelden                          | Canton Argovia | borgo                 |
| Rupperswil Fabrikanlage (Rupperswil) | Canton Argovia | caso particolare      |
| Schinznach-Dorf (Schinznach)         | Canton Argovia | villaggio             |
| Schöftland                           | Canton Argovia | villaggio urbanizzato |
| Tegerfelden                          | Canton Argovia | villaggio             |
| Thalheim                             | Canton Argovia | villaggio             |
| Ueberthal (Bözberg)                  | Canton Argovia | frazione              |
| Unterendingen (Endingen)             | Canton Argovia | villaggio             |
| Veltheim                             | Canton Argovia | villaggio             |
| Villigen                             | Canton Argovia | villaggio             |
| Vogelsang (Lengnau)                  | Canton Argovia | frazione              |
| Wallbach                             | Canton Argovia | villaggio             |
| Wegenstetten                         | Canton Argovia | villaggio             |
| Wettingen Limmatknie (Wettingen)     | Canton Argovia | caso particolare      |
| Wiggwil (Beinwil)                    | Canton Argovia | frazione              |
| Wildegg (Möriken-Wildegg)            | Canton Argovia | caso particolare      |
| Winterschwil (Beinwil)               | Canton Argovia | frazione              |
| Wittnau                              | Canton Argovia | villaggio             |
| Wölflinswil                          | Canton Argovia | villaggio             |
| Würenlingen                          | Canton Argovia | villaggio             |
| Zofingen                             | Canton Argovia | borgo                 |
| Bad Zurzach (Zurzach)                | Canton Argovia | borgo                 |

### Basilea Campagna
| Sito                      | Cantone                 | Tipo                  |
| ------------------------- | ----------------------- | --------------------- |
| Allschwil                 | Canton Basilea Campagna | villaggio             |
| Angenstein (Duggingen)    | Canton Basilea Campagna | caso particolare      |
| Anwil                     | Canton Basilea Campagna | villaggio             |
| Arisdorf                  | Canton Basilea Campagna | villaggio             |
| Arlesheim                 | Canton Basilea Campagna | villaggio             |
| Augst mit Augusta Raurica | Canton Basilea Campagna | caso particolare      |
| Bennwil                   | Canton Basilea Campagna | villaggio             |
| Brüglingen (Münchenstein) | Canton Basilea Campagna | caso particolare      |
| Burg im Leimental         | Canton Basilea Campagna | villaggio             |
| Buus                      | Canton Basilea Campagna | villaggio             |
| Freidorf (Muttenz)        | Canton Basilea Campagna | caso particolare      |
| Gelterkinden              | Canton Basilea Campagna | villaggio urbanizzato |
| Itingen                   | Canton Basilea Campagna | villaggio             |
| Kilchberg                 | Canton Basilea Campagna | villaggio             |
| Laufen                    | Canton Basilea Campagna | borgo                 |
| Lausen                    | Canton Basilea Campagna | caso particolare      |
| Liesbergmüli              | Canton Basilea Campagna | caso particolare      |
| Liestal                   | Canton Basilea Campagna | borgo                 |
| Maisprach                 | Canton Basilea Campagna | villaggio             |
| Muttenz                   | Canton Basilea Campagna | villaggio             |
| Oltingen                  | Canton Basilea Campagna | villaggio             |
| Pratteln                  | Canton Basilea Campagna | villaggio urbanizzato |
| Rothenfluh                | Canton Basilea Campagna | villaggio             |
| Rümlingen                 | Canton Basilea Campagna | villaggio             |
| Schöntal (Langenbruck)    | Canton Basilea Campagna | caso particolare      |
| Sissach                   | Canton Basilea Campagna | villaggio urbanizzato |
| Waldenburg                | Canton Basilea Campagna | borgo                 |
| Wenslingen                | Canton Basilea Campagna | villaggio             |
| Wintersingen              | Canton Basilea Campagna | villaggio             |
| Ziefen                    | Canton Basilea Campagna | villaggio             |
| Zwingen                   | Canton Basilea Campagna | villaggio urbanizzato |

### Basilea Città
| Sito                       | Cantone              | Tipo                  |
| -------------------------- | -------------------- | --------------------- |
| Basilea                    | Canton Basilea Città | città                 |
| Riehen                     | Canton Basilea Città | villaggio urbanizzato |
| St. Chrischona (Bettingen) | Canton Basilea Città | caso particolare      |

### Berna
| Sito                                                           | Cantone      | Tipo                  |
| -------------------------------------------------------------- | ------------ | --------------------- |
| Aarberg                                                        | Canton Berna | borgo                 |
| Schloss Aarwangen/Schürhof (Aarwangen)                         | Canton Berna | caso particolare      |
| Adlemsried (Boltigen)                                          | Canton Berna | frazione              |
| Aeckenmatt (Wahlern)                                           | Canton Berna | frazione              |
| Attiswil                                                       | Canton Berna | villaggio             |
| Balzenberg (Erlenbach im Simmental)                            | Canton Berna | frazione              |
| Bangerten                                                      | Canton Berna | villaggio             |
| Bellelay                                                       | Canton Berna | caso particolare      |
| Berna                                                          | Canton Berna | città                 |
| Biel                                                           | Canton Berna | città                 |
| Bigel (Hasle bei Burgdorf)                                     | Canton Berna | frazione              |
| Bipschal (Ligerz)                                              | Canton Berna | frazione              |
| Bleienbach                                                     | Canton Berna | villaggio             |
| Blumenstein Kirche/Wäsemli/Eschli (Blumenstein)                | Canton Berna | frazione              |
| Boltigen                                                       | Canton Berna | villaggio             |
| Bönigen                                                        | Canton Berna | villaggio             |
| Breitenegg (Wynigen)                                           | Canton Berna | frazione              |
| Bremgarten bei Bern                                            | Canton Berna | caso particolare      |
| Brienz                                                         | Canton Berna | villaggio urbanizzato |
| Brienzwiler                                                    | Canton Berna | villaggio             |
| Brittenwald (Oberburg)                                         | Canton Berna | frazione              |
| Brünigen (Meiringen)                                           | Canton Berna | frazione              |
| Büelikofen/Graben (Zollikofen)                                 | Canton Berna | frazione              |
| Bümpliz-Bethlehem (Berna)                                      | Canton Berna | villaggio urbanizzato |
| Büren an der Aare                                              | Canton Berna | borgo                 |
| Büren zum Hof                                                  | Canton Berna | villaggio             |
| Burgdorf                                                       | Canton Berna | città                 |
| Bütikofen (Kirchberg)                                          | Canton Berna | frazione              |
| Champoz                                                        | Canton Berna | villaggio             |
| Châtelat                                                       | Canton Berna | villaggio             |
| Chavannes (La Neuveville)                                      | Canton Berna | frazione              |
| Chlyrot (Langenthal)                                           | Canton Berna | frazione              |
| Cortébert                                                      | Canton Berna | villaggio             |
| Crémines                                                       | Canton Berna | villaggio             |
| Därstetten Kirche/Moos                                         | Canton Berna | caso particolare      |
| Deisswil bei Münchenbuchsee                                    | Canton Berna | frazione              |
| Diemtigen                                                      | Canton Berna | villaggio             |
| Diesse                                                         | Canton Berna | villaggio             |
| Dürrenroth                                                     | Canton Berna | villaggio             |
| Elektrizitätswerk Hagneck (Hagneck)                            | Canton Berna | caso particolare      |
| Elektrizitätswerk Kallnach (Kallnach)                          | Canton Berna | caso particolare      |
| Elisried (Wahlern)                                             | Canton Berna | frazione              |
| Epsach                                                         | Canton Berna | villaggio             |
| Erlach                                                         | Canton Berna | borgo                 |
| Erlenbach im Simmental                                         | Canton Berna | villaggio             |
| Flüelen (Lützelflüh)                                           | Canton Berna | frazione              |
| Gals                                                           | Canton Berna | villaggio             |
| Gammen (Ferenbalm)                                             | Canton Berna | villaggio             |
| Gäserz (Brüttelen)                                             | Canton Berna | frazione              |
| Gerzensee                                                      | Canton Berna | villaggio             |
| Gimmelwald (Lauterbrunnen)                                     | Canton Berna | frazione              |
| Goldbach (Hasle bei Burgdorf)                                  | Canton Berna | villaggio             |
| Gorges de la Suze/Taubenlochschlucht (Péry, Vauffelin, Bienne) | Canton Berna | caso particolare      |
| Gottstatt (Orpund)                                             | Canton Berna | caso particolare      |
| Grandval                                                       | Canton Berna | villaggio             |
| Gsteig                                                         | Canton Berna | villaggio             |
| Gsteig bei Interlaken (Gsteigwiler/Wilderswil)                 | Canton Berna | villaggio             |
| Guetisberg (Heimiswil)                                         | Canton Berna | frazione              |
| Guggisberg                                                     | Canton Berna | villaggio             |
| Gurtendörfli (Köniz)                                           | Canton Berna | frazione              |
| Siedlung Halen (Kirchlindach)                                  | Canton Berna | caso particolare      |
| Hämlismatt (Arni)                                              | Canton Berna | frazione              |
| Häutligen                                                      | Canton Berna | villaggio             |
| Herzogenbuchsee                                                | Canton Berna | villaggio urbanizzato |
| Herzwil (Köniz)                                                | Canton Berna | frazione              |
| Schloss Hindelbank (Hindelbank)                                | Canton Berna | caso particolare      |
| Hofen (Wohlen); see Hofenmühle                                 | Canton Berna | frazione              |
| Hofwil (Münchenbuchsee)                                        | Canton Berna | caso particolare      |
| Hotel Giessbach (Brienz)                                       | Canton Berna | caso particolare      |
| Huttwil                                                        | Canton Berna | borgo                 |
| Illiswil (Wohlen)                                              | Canton Berna | frazione              |
| Ins                                                            | Canton Berna | villaggio             |
| Interlaken (Interlaken/Unterseen)                              | Canton Berna | villaggio urbanizzato |
| Iseltwald                                                      | Canton Berna | villaggio             |
| Jerisberghof (Ferenbalm)                                       | Canton Berna | frazione              |
| Jolimontgut (Gals)                                             | Canton Berna | caso particolare      |
| Kanderbrück (Frutigen)                                         | Canton Berna | frazione              |
| Kirchdorf                                                      | Canton Berna | villaggio             |
| Kleine Scheidegg (Lauterbrunnen)                               | Canton Berna | caso particolare      |
| Kleinhöchstetten (Rubigen)                                     | Canton Berna | frazione              |
| La Neuveville                                                  | Canton Berna | borgo                 |
| Schloss Landshut (Utzenstorf)                                  | Canton Berna | caso particolare      |
| Längenbach (Lauperswil)                                        | Canton Berna | frazione              |
| Langenthal                                                     | Canton Berna | borgo                 |
| Langnau im Emmental                                            | Canton Berna | villaggio urbanizzato |
| Laupen                                                         | Canton Berna | borgo                 |
| Le Cernil/La Chaux-de-Tramelan (Tramelan)                      | Canton Berna | frazione              |
| Leuzigen                                                       | Canton Berna | villaggio             |
| Liebewil (Köniz)                                               | Canton Berna | frazione              |
| Ligerz                                                         | Canton Berna | villaggio             |
| Limpach                                                        | Canton Berna | villaggio             |
| Lindental (Vechigen)                                           | Canton Berna | frazione              |
| Lützelflüh                                                     | Canton Berna | villaggio             |
| Lyssach                                                        | Canton Berna | villaggio             |
| Meienried                                                      | Canton Berna | caso particolare      |
| Meiniswil (Aarwangen)                                          | Canton Berna | frazione              |
| Meiringen                                                      | Canton Berna | villaggio urbanizzato |
| Mengestorf (Köniz)                                             | Canton Berna | frazione              |
| Moosaffoltern (Rapperswil)                                     | Canton Berna | frazione              |
| Möriswil (Wohlen)                                              | Canton Berna | frazione              |
| Mötschwil                                                      | Canton Berna | frazione              |
| Moutier                                                        | Canton Berna | villaggio urbanizzato |
| Kraftwerk Mühleberg (Mühleberg)                                | Canton Berna | caso particolare      |
| Mülchi                                                         | Canton Berna | villaggio             |
| Münchenwiler                                                   | Canton Berna | villaggio             |
| Anstalt Münsingen (Münsingen)                                  | Canton Berna | caso particolare      |
| Nidau                                                          | Canton Berna | borgo                 |
| Nidflue (Därstetten)                                           | Canton Berna | frazione              |
| Niederbottigen (Berna)                                         | Canton Berna | frazione              |
| Niederösch (Ersigen)                                           | Canton Berna | villaggio             |
| Nods                                                           | Canton Berna | villaggio             |
| Oberbipp                                                       | Canton Berna | villaggio             |
| Oberbütschel (Rüeggisberg)                                     | Canton Berna | frazione              |
| Oberdettigen (Wohlen)                                          | Canton Berna | frazione              |
| Oberdiessbach                                                  | Canton Berna | villaggio urbanizzato |
| Oberhofen                                                      | Canton Berna | villaggio urbanizzato |
| Oberösch (Ersigen)                                             | Canton Berna | frazione              |
| Oberwil bei Büren                                              | Canton Berna | villaggio             |
| Oberwil im Simmental                                           | Canton Berna | villaggio             |
| Ochlenberg                                                     | Canton Berna | frazione              |
| Orvin                                                          | Canton Berna | villaggio             |
| Pfaffenried (Oberwil im Simmental)                             | Canton Berna | frazione              |
| Ranflüh (Rüderswil/Lützelflüh)                                 | Canton Berna | villaggio             |
| Reconvilier                                                    | Canton Berna | villaggio urbanizzato |
| Renan                                                          | Canton Berna | villaggio             |
| Ried (Rüderswil)                                               | Canton Berna | frazione              |
| Riedbach (Berna, Frauenkappelen)                               | Canton Berna | frazione              |
| Riedern (Berna)                                                | Canton Berna | frazione              |
| Riedtwil (Seeberg)                                             | Canton Berna | villaggio             |
| Ringgenberg                                                    | Canton Berna | villaggio             |
| Rohrbach                                                       | Canton Berna | villaggio             |
| Rohrmoos (Oberburg)                                            | Canton Berna | frazione              |
| Rüderswil                                                      | Canton Berna | villaggio             |
| Rüeggisberg                                                    | Canton Berna | villaggio             |
| Rumendingen                                                    | Canton Berna | villaggio             |
| Rüti bei Büren                                                 | Canton Berna | villaggio             |
| Rybrügg/Hasli (Frutigen)                                       | Canton Berna | caso particolare      |
| Saanen                                                         | Canton Berna | villaggio             |
| Saint-Imier                                                    | Canton Berna | villaggio urbanizzato |
| Im Sand (Moosseedorf)                                          | Canton Berna | caso particolare      |
| Schufelbüel (Lützelflüh)                                       | Canton Berna | frazione              |
| Schwanden (Rüeggisberg)                                        | Canton Berna | frazione              |
| Schwanden (Schüpfen)                                           | Canton Berna | villaggio             |
| Schwarzenburg (Wahlern)                                        | Canton Berna | borgo                 |
| Seewil (Rapperswil)                                            | Canton Berna | villaggio             |
| Signau                                                         | Canton Berna | villaggio             |
| Siselen                                                        | Canton Berna | villaggio             |
| Souboz                                                         | Canton Berna | villaggio             |
| St. Johannsen (Gals)                                           | Canton Berna | caso particolare      |
| Isola di San Pietro (Twann-Tüscherz)                           | Canton Berna | caso particolare      |
| Sumiswald                                                      | Canton Berna | villaggio             |
| Taubenlochschlucht (Biel u.a.)                                 | Canton Berna | caso particolare      |
| Tavannes                                                       | Canton Berna | villaggio urbanizzato |
| Thun                                                           | Canton Berna | città                 |
| Trachselwald (Trachselwald/Lützelflüh)                         | Canton Berna | villaggio             |
| Trub                                                           | Canton Berna | villaggio             |
| Tüscherz (Twann-Tüscherz)                                      | Canton Berna | villaggio             |
| Twann                                                          | Canton Berna | villaggio             |
| Unterseen (Unterseen/Interlaken)                               | Canton Berna | borgo                 |
| Vinelz                                                         | Canton Berna | villaggio             |
| Vordere Chlapf (Gerzensee)                                     | Canton Berna | frazione              |
| Wäckerschwend (Ochlenberg)                                     | Canton Berna | frazione              |
| Waldau (Berna)                                                 | Canton Berna | caso particolare      |
| Waldhaus (Lützelflüh)                                          | Canton Berna | frazione              |
| Walperswil                                                     | Canton Berna | villaggio             |
| Wangen an der Aare                                             | Canton Berna | borgo                 |
| Wattenwil (Worb)                                               | Canton Berna | frazione              |
| Weissenburg (Därstetten)                                       | Canton Berna | caso particolare      |
| Wiedlisbach                                                    | Canton Berna | borgo                 |
| Wiggiswil                                                      | Canton Berna | frazione              |
| Wilderswil                                                     | Canton Berna | villaggio urbanizzato |
| Wiler (Därstetten)                                             | Canton Berna | frazione              |
| Wiler (Sigriswil)                                              | Canton Berna | frazione              |
| Wileroltigen                                                   | Canton Berna | villaggio             |
| Willadingen                                                    | Canton Berna | villaggio             |
| Wimmis                                                         | Canton Berna | villaggio             |
| Wingreis (Twann)                                               | Canton Berna | frazione              |
| Winterswil (Schüpfen)                                          | Canton Berna | frazione              |
| Witenbach (Lauperswil)                                         | Canton Berna | frazione              |
| Wolei (Frauenkappelen)                                         | Canton Berna | frazione              |
| Worbletal (Bolligen, Ittigen, Ostermundigen, Stettlen)         | Canton Berna | caso particolare      |
| Zimlisberg (Rapperswil)                                        | Canton Berna | frazione              |

### Friburgo
| Sito                                       | Cantone         | Tipo                  |
| ------------------------------------------ | --------------- | --------------------- |
| Barberêche/Petit et Grand Vivy (Courtepin) | Canton Friburgo | caso particolare      |
| Bösingen                                   | Canton Friburgo | villaggio             |
| Bourguillon (Fribourg)                     | Canton Friburgo | caso particolare      |
| Broc-Fabrique (Broc)                       | Canton Friburgo | caso particolare      |
| Broc-Vieille Cure (Broc)                   | Canton Friburgo | caso particolare      |
| Bulle                                      | Canton Friburgo | borgo                 |
| Bussy (Estavayer)                          | Canton Friburgo | villaggio             |
| Châtel-Saint-Denis                         | Canton Friburgo | borgo                 |
| Chavannes-les-Forts (Siviriez)             | Canton Friburgo | villaggio             |
| Corbières                                  | Canton Friburgo | caso particolare      |
| Cressier                                   | Canton Friburgo | villaggio             |
| Dompierre                                  | Canton Friburgo | villaggio             |
| Estavannens                                | Canton Friburgo | villaggio             |
| Estavayer-le-Lac (Estavayer)               | Canton Friburgo | borgo                 |
| Font                                       | Canton Friburgo | caso particolare      |
| Fribourg                                   | Canton Friburgo | città                 |
| Galmis (Düdingen)                          | Canton Friburgo | frazione              |
| Grandvillard                               | Canton Friburgo | villaggio             |
| Granges-sur-Marly (Pierrafortscha)         | Canton Friburgo | frazione              |
| Gruyères                                   | Canton Friburgo | borgo                 |
| Hauterive (Posieux)                        | Canton Friburgo | caso particolare      |
| Jaun                                       | Canton Friburgo | villaggio             |
| Jetschwil (Düdingen)                       | Canton Friburgo | frazione              |
| Kerzers                                    | Canton Friburgo | villaggio urbanizzato |
| Lessoc                                     | Canton Friburgo | villaggio             |
| Lurtigen (Morat)                           | Canton Friburgo | villaggio             |
| Mézières                                   | Canton Friburgo | villaggio             |
| Montagny-les-Monts                         | Canton Friburgo | caso particolare      |
| Montbovon                                  | Canton Friburgo | caso particolare      |
| Môtier (Mont-Vully)                        | Canton Friburgo | villaggio             |
| Muntelier                                  | Canton Friburgo | villaggio             |
| Morat                                      | Canton Friburgo | borgo                 |
| Neirivue (Haut-Intyamon)                   | Canton Friburgo | villaggio             |
| Orsonnens                                  | Canton Friburgo | villaggio             |
| La Part Dieu (Gruyères)                    | Canton Friburgo | caso particolare      |
| Plaffeien                                  | Canton Friburgo | villaggio             |
| Prayoud (Châtel-Saint-Denis)               | Canton Friburgo | frazione              |
| Praz (Mont-Vully)                          | Canton Friburgo | villaggio             |
| Promasens                                  | Canton Friburgo | villaggio             |
| Richterwil (Bösingen)                      | Canton Friburgo | frazione              |
| La Riedera (Essert, Montévraz)             | Canton Friburgo | caso particolare      |
| Romont                                     | Canton Friburgo | borgo                 |
| Rue                                        | Canton Friburgo | borgo                 |
| Rueyres-Treyfayes                          | Canton Friburgo | frazione              |
| Salvenach (Morat)                          | Canton Friburgo | villaggio             |
| Sensebrücke (Wünnewil-Flamatt)             | Canton Friburgo | caso particolare      |
| Torny-le-Petit (Middes)                    | Canton Friburgo | frazione              |
| Vallon du Gottéron (Friburgo)              | Canton Friburgo | caso particolare      |
| La Valsainte (Val-de-Charmey)              | Canton Friburgo | caso particolare      |
| Villarsel-sur-Marly                        | Canton Friburgo | frazione              |
| Villars-sous-Mont                          | Canton Friburgo | villaggio             |
| Villars-sur-Marly (Pierrafortscha)         | Canton Friburgo | frazione              |
| Villarvolard (Corbières)                   | Canton Friburgo | villaggio             |
| Vuippens                                   | Canton Friburgo | caso particolare      |
| Vuissens (Estavayer)                       | Canton Friburgo | villaggio             |

### Ginevra
| Sito           | Cantone        | Tipo                  |
| -------------- | -------------- | --------------------- |
| Avully         | Canton Ginevra | villaggio             |
| Bourdigny      | Canton Ginevra | villaggio             |
| Carouge        | Canton Ginevra | città                 |
| Carre          | Canton Ginevra | frazione              |
| Cartigny       | Canton Ginevra | villaggio             |
| Céligny        | Canton Ginevra | villaggio             |
| Choully        | Canton Ginevra | villaggio             |
| Compesières    | Canton Ginevra | caso particolare      |
| Dardagny       | Canton Ginevra | villaggio             |
| Ginevra        | Canton Ginevra | città                 |
| Genthod        | Canton Ginevra | villaggio             |
| Hermance       | Canton Ginevra | borgo                 |
| Jussy          | Canton Ginevra | villaggio             |
| Landecy        | Canton Ginevra | villaggio             |
| Malval         | Canton Ginevra | frazione              |
| Onex           | Canton Ginevra | villaggio             |
| Peissy         | Canton Ginevra | villaggio             |
| Satigny-Dessus | Canton Ginevra | caso particolare      |
| Sézegnin       | Canton Ginevra | villaggio             |
| Sierne         | Canton Ginevra | frazione              |
| Sionnet        | Canton Ginevra | frazione              |
| Soral          | Canton Ginevra | villaggio             |
| Veyrier        | Canton Ginevra | villaggio urbanizzato |

### Giura
| Sito                          | Cantone      | Tipo                  |
| ----------------------------- | ------------ | --------------------- |
| Alle                          | Canton Giura | villaggio urbanizzato |
| Bourrignon                    | Canton Giura | villaggio             |
| Chevenez (Haute-Ajoie)        | Canton Giura | villaggio             |
| Choindez (Courrendlin)        | Canton Giura | caso particolare      |
| Coeuve                        | Canton Giura | villaggio             |
| Corban                        | Canton Giura | villaggio             |
| Courcelon (Courroux)          | Canton Giura | frazione              |
| Delémont                      | Canton Giura | borgo                 |
| Fahy                          | Canton Giura | villaggio             |
| Grandgourt (Basse-Allaine)    | Canton Giura | caso particolare      |
| La Bosse (Le Bémont)          | Canton Giura | frazione              |
| La Chaux-des-Breuleux         | Canton Giura | frazione              |
| La Maira (Buix)               | Canton Giura | frazione              |
| Le Noirmont                   | Canton Giura | villaggio urbanizzato |
| Les Cerlatez (Saignelégier)   | Canton Giura | frazione              |
| Les Forges (Undervelier)      | Canton Giura | caso particolare      |
| Les Pommerats (Saignelégier)  | Canton Giura | villaggio             |
| Löwenburg (Pleigne)           | Canton Giura | caso particolare      |
| Miécourt (La Baroche)         | Canton Giura | villaggio             |
| Montenol (Clos du Doubs)      | Canton Giura | frazione              |
| Montignez                     | Canton Giura | villaggio             |
| Muriaux                       | Canton Giura | villaggio             |
| Pleujouse (La Baroche)        | Canton Giura | caso particolare      |
| Porrentruy                    | Canton Giura | borgo                 |
| Rocourt                       | Canton Giura | villaggio             |
| Saint-Ursanne (Clos du Doubs) | Canton Giura | borgo                 |
| Soulce                        | Canton Giura | villaggio             |

### Glarona
| Sito                       | Cantone        | Tipo                  |
| -------------------------- | -------------- | --------------------- |
| Adlenbach (Luchsingen)     | Canton Glarona | frazione              |
| Diesbach                   | Canton Glarona | villaggio             |
| Elm                        | Canton Glarona | villaggio             |
| Ennenda                    | Canton Glarona | villaggio urbanizzato |
| Glarus                     | Canton Glarona | città                 |
| Mollis                     | Canton Glarona | villaggio             |
| Näfels                     | Canton Glarona | villaggio urbanizzato |
| Rüti                       | Canton Glarona | villaggio             |
| Steinibach (Elm)           | Canton Glarona | frazione              |
| Ziegelbrücke (Niederurnen) | Canton Glarona | caso particolare      |

### Grigioni
| Sito                                                                               | Cantone         | Tipo                  |
| ---------------------------------------------------------------------------------- | --------------- | --------------------- |
| Almens                                                                             | Canton Grigioni | villaggio             |
| Alvaneu                                                                            | Canton Grigioni | villaggio             |
| Alvaschein (Albula)                                                                | Canton Grigioni | villaggio             |
| Andeer                                                                             | Canton Grigioni | villaggio             |
| Ardez                                                                              | Canton Grigioni | villaggio             |
| Augio (Rossa)                                                                      | Canton Grigioni | villaggio             |
| Averser Hofweiler (Avers)                                                          | Canton Grigioni | caso particolare      |
| Bergün/Bravuogn                                                                    | Canton Grigioni | villaggio             |
| Bever                                                                              | Canton Grigioni | villaggio             |
| Bodio/Cauco (Cauco)                                                                | Canton Grigioni | villaggio             |
| Bondo                                                                              | Canton Grigioni | villaggio             |
| Borgonovo (Stampa)                                                                 | Canton Grigioni | villaggio             |
| Bos-cha (Ardez)                                                                    | Canton Grigioni | frazione              |
| Braggio: Aira/Mezzana/Miaddi/Oer/Refontana/ Stabbio                                | Canton Grigioni | villaggio             |
| Brinzauls (Albula)                                                                 | Canton Grigioni | villaggio             |
| Brün (Valendas)                                                                    | Canton Grigioni | frazione              |
| Calfreisen                                                                         | Canton Grigioni | villaggio             |
| Campi (Sils im Domleschg)                                                          | Canton Grigioni | caso particolare      |
| Cantone (Poschiavo)                                                                | Canton Grigioni | frazione              |
| Castasegna                                                                         | Canton Grigioni | villaggio             |
| Castrisch                                                                          | Canton Grigioni | villaggio             |
| Cavaione (Brusio)                                                                  | Canton Grigioni | frazione              |
| Cavardiras (Disentis)                                                              | Canton Grigioni | frazione              |
| Chur                                                                               | Canton Grigioni | città                 |
| Coltura (Stampa)                                                                   | Canton Grigioni | villaggio             |
| Curaglia (Medel)                                                                   | Canton Grigioni | villaggio             |
| Disla (Disentis)                                                                   | Canton Grigioni | frazione              |
| Duvin                                                                              | Canton Grigioni | villaggio             |
| Eidgenössische Pulvermühle (Chur)                                                  | Canton Grigioni | caso particolare      |
| Felsberg                                                                           | Canton Grigioni | villaggio             |
| Fideris                                                                            | Canton Grigioni | villaggio             |
| Filisur                                                                            | Canton Grigioni | villaggio             |
| Fläsch                                                                             | Canton Grigioni | villaggio             |
| Flims-Waldhaus                                                                     | Canton Grigioni | caso particolare      |
| Fürstenau                                                                          | Canton Grigioni | borgo                 |
| Grono con Pont del Ram e San Clemente                                              | Canton Grigioni | villaggio             |
| Grüsch/Schmitten (Grüsch/Seewis)                                                   | Canton Grigioni | villaggio             |
| Guarda                                                                             | Canton Grigioni | villaggio             |
| Haldenstein (Coira)                                                                | Canton Grigioni | villaggio             |
| Igels/Degen                                                                        | Canton Grigioni | villaggio             |
| Ilanz                                                                              | Canton Grigioni | borgo                 |
| Jenins                                                                             | Canton Grigioni | villaggio             |
| Küblis                                                                             | Canton Grigioni | caso particolare      |
| La Punt (La Punt Chamues-ch)                                                       | Canton Grigioni | villaggio             |
| Landarenca (Arvigo)                                                                | Canton Grigioni | frazione              |
| Latsch (Bergün)                                                                    | Canton Grigioni | frazione              |
| Lavin (Zernez)                                                                     | Canton Grigioni | villaggio             |
| Lohn                                                                               | Canton Grigioni | villaggio             |
| Lumbrein                                                                           | Canton Grigioni | villaggio             |
| Luven                                                                              | Canton Grigioni | villaggio             |
| Luzein                                                                             | Canton Grigioni | villaggio             |
| Maienfeld                                                                          | Canton Grigioni | borgo                 |
| Malans                                                                             | Canton Grigioni | villaggio             |
| Medergen (Langwies)                                                                | Canton Grigioni | frazione              |
| Mesocco                                                                            | Canton Grigioni | villaggio             |
| Monstein (Davos)                                                                   | Canton Grigioni | villaggio             |
| Müstair                                                                            | Canton Grigioni | villaggio urbanizzato |
| Obermutten (Mutten)                                                                | Canton Grigioni | frazione              |
| Paspels                                                                            | Canton Grigioni | caso particolare      |
| Pignia                                                                             | Canton Grigioni | villaggio             |
| Poschiavo                                                                          | Canton Grigioni | borgo                 |
| Prada (Poschiavo)                                                                  | Canton Grigioni | villaggio             |
| Präz                                                                               | Canton Grigioni | villaggio             |
| Promontogno (Bondo)                                                                | Canton Grigioni | villaggio             |
| Puntraschigna                                                                      | Canton Grigioni | villaggio urbanizzato |
| Putz (Luzein)                                                                      | Canton Grigioni | frazione              |
| Reichenau (Tamins)                                                                 | Canton Grigioni | caso particolare      |
| Reischen (Zillis-Reischen)                                                         | Canton Grigioni | frazione              |
| Riom (Sureses)                                                                     | Canton Grigioni | villaggio             |
| Rossa                                                                              | Canton Grigioni | villaggio             |
| Roveredo con Ai Rogg, Beffeno, Carasole, Guerra, Mot, Rugno, S. Fedele e S. Giulio | Canton Grigioni | villaggio urbanizzato |
| Sagogn                                                                             | Canton Grigioni | villaggio             |
| Salouf                                                                             | Canton Grigioni | villaggio             |
| Samedan                                                                            | Canton Grigioni | villaggio urbanizzato |
| San Carlo (Poschiavo)                                                              | Canton Grigioni | villaggio             |
| San Vittore                                                                        | Canton Grigioni | villaggio             |
| Santa Maria                                                                        | Canton Grigioni | villaggio             |
| Santa Maria in Calanca                                                             | Canton Grigioni | villaggio             |
| Sapün (Langwies)                                                                   | Canton Grigioni | frazione              |
| Sarn                                                                               | Canton Grigioni | villaggio             |
| S-chanf                                                                            | Canton Grigioni | villaggio             |
| Scharans                                                                           | Canton Grigioni | villaggio             |
| Schlans                                                                            | Canton Grigioni | villaggio             |
| Scuol                                                                              | Canton Grigioni | villaggio urbanizzato |
| Seewis im Prättigau                                                                | Canton Grigioni | villaggio             |
| Segnes (Disentis)                                                                  | Canton Grigioni | villaggio             |
| Sent                                                                               | Canton Grigioni | villaggio             |
| Sils im Domleschg                                                                  | Canton Grigioni | caso particolare      |
| Soazza                                                                             | Canton Grigioni | villaggio             |
| Soglio                                                                             | Canton Grigioni | villaggio             |
| Sumvitg                                                                            | Canton Grigioni | villaggio             |
| Splügen                                                                            | Canton Grigioni | villaggio             |
| Sankt Luzisteig (Maienfeld/Fläsch)                                                 | Canton Grigioni | caso particolare      |
| Stampa                                                                             | Canton Grigioni | villaggio             |
| Stierva (Albula)                                                                   | Canton Grigioni | villaggio             |
| Strassberg (Langwies)                                                              | Canton Grigioni | frazione              |
| Stugl (Bergün)                                                                     | Canton Grigioni | frazione              |
| Sur En (Ardez)                                                                     | Canton Grigioni | frazione              |
| Tamins                                                                             | Canton Grigioni | villaggio             |
| Tarasp                                                                             | Canton Grigioni | caso particolare      |
| Tersnaus                                                                           | Canton Grigioni | villaggio             |
| Trun                                                                               | Canton Grigioni | villaggio urbanizzato |
| Tschlin                                                                            | Canton Grigioni | villaggio             |
| Tumegl/Tomils-Ortenstein                                                           | Canton Grigioni | caso particolare      |
| Valendas                                                                           | Canton Grigioni | villaggio             |
| Vicosoprano (Bregaglia)                                                            | Canton Grigioni | villaggio             |
| Villa                                                                              | Canton Grigioni | villaggio             |
| Vnà (Ramosch)                                                                      | Canton Grigioni | villaggio             |
| Vrin                                                                               | Canton Grigioni | villaggio             |
| Vulpera (Tarasp)                                                                   | Canton Grigioni | caso particolare      |
| Waltensburg                                                                        | Canton Grigioni | villaggio             |
| Zernez                                                                             | Canton Grigioni | villaggio urbanizzato |
| Zillis (Zillis-Reischen)                                                           | Canton Grigioni | villaggio             |
| Zuoz                                                                               | Canton Grigioni | villaggio             |

### Lucerna
| Sito                                                             | Cantone        | Tipo             |
| ---------------------------------------------------------------- | -------------- | ---------------- |
| Altishofen                                                       | Canton Lucerna | villaggio        |
| Beromünster                                                      | Canton Lucerna | borgo            |
| Blatten (Malters)                                                | Canton Lucerna | frazione         |
| Buttisholz                                                       | Canton Lucerna | villaggio        |
| Dierikon                                                         | Canton Lucerna | frazione         |
| Dottenberg (Adligenswil)                                         | Canton Lucerna | frazione         |
| Ermensee                                                         | Canton Lucerna | villaggio        |
| Escholzmatt                                                      | Canton Lucerna | villaggio        |
| Geiss                                                            | Canton Lucerna | frazione         |
| Greppen                                                          | Canton Lucerna | villaggio        |
| Schloss Heidegg (Gelfingen)                                      | Canton Lucerna | caso particolare |
| Heiligkreuz (Hasle)                                              | Canton Lucerna | caso particolare |
| Hergiswald (Kriens)                                              | Canton Lucerna | caso particolare |
| Hitzkirch                                                        | Canton Lucerna | villaggio        |
| Hohenrain                                                        | Canton Lucerna | caso particolare |
| Kulturlandschaft Kastelen (Alberswil, Ettiswil, Gettnau, Schötz) | Canton Lucerna | caso particolare |
| Kirchbühl (Sempach)                                              | Canton Lucerna | frazione         |
| Krummbach (Geuensee)                                             | Canton Lucerna | frazione         |
| Luthern                                                          | Canton Lucerna | villaggio        |
| Luzern                                                           | Canton Lucerna | città            |
| Marbach                                                          | Canton Lucerna | villaggio        |
| Mauensee                                                         | Canton Lucerna | caso particolare |
| Villenlandschaft Meggen (Meggen)                                 | Canton Lucerna | caso particolare |
| Perlen (Buchrain/Root)                                           | Canton Lucerna | caso particolare |
| Richensee (Hitzkirch)                                            | Canton Lucerna | caso particolare |
| Ruswil                                                           | Canton Lucerna | villaggio        |
| Sankt Urban (Pfaffnau)                                           | Canton Lucerna | caso particolare |
| Seewagen (Kottwil)                                               | Canton Lucerna | frazione         |
| Sempach                                                          | Canton Lucerna | borgo            |
| Sursee                                                           | Canton Lucerna | borgo            |
| Werthenstein                                                     | Canton Lucerna | caso particolare |
| Willisau (Willisau Stadt)                                        | Canton Lucerna | borgo            |

### Neuchâtel
| Sito                          | Cantone          | Tipo                  |
| ----------------------------- | ---------------- | --------------------- |
| Auvernier                     | Canton Neuchâtel | villaggio             |
| Boudry                        | Canton Neuchâtel | borgo                 |
| Bussy/Le Sorgereux (valangin) | Canton Neuchâtel | caso particolare      |
| Buttes                        | Canton Neuchâtel | villaggio             |
| Cernier                       | Canton Neuchâtel | villaggio urbanizzato |
| Cité Martini (Marin-Epagnier) | Canton Neuchâtel | caso particolare      |
| Cité Suchard (Neuchâtel)      | Canton Neuchâtel | caso particolare      |
| Colombier                     | Canton Neuchâtel | villaggio urbanizzato |
| Cortaillod                    | Canton Neuchâtel | villaggio             |
| Couvet                        | Canton Neuchâtel | villaggio urbanizzato |
| Cressier                      | Canton Neuchâtel | villaggio             |
| Dombresson                    | Canton Neuchâtel | villaggio             |
| Fleurier                      | Canton Neuchâtel | villaggio urbanizzato |
| Grandchamp (Boudry)           | Canton Neuchâtel | caso particolare      |
| La Borcarderie (Valangin)     | Canton Neuchâtel | caso particolare      |
| La Chaux-de-Fonds             | Canton Neuchâtel | città                 |
| Le Landeron                   | Canton Neuchâtel | borgo                 |
| Le Locle                      | Canton Neuchâtel | città                 |
| Les Brenets                   | Canton Neuchâtel | villaggio urbanizzato |
| Môtiers                       | Canton Neuchâtel | villaggio             |
| Neuchâtel                     | Canton Neuchâtel | città                 |
| Saint-Blaise                  | Canton Neuchâtel | villaggio             |
| Travers                       | Canton Neuchâtel | villaggio urbanizzato |
| Valangin                      | Canton Neuchâtel | borgo                 |
| Vaumarcus                     | Canton Neuchâtel | caso particolare      |

### Nidvaldo
| Sito                      | Cantone         | Tipo                  |
| ------------------------- | --------------- | --------------------- |
| Beckenried                | Canton Nidvaldo | villaggio urbanizzato |
| Buochs                    | Canton Nidvaldo | villaggio urbanizzato |
| Bürgenstock (Stansstad)   | Canton Nidvaldo | caso particolare      |
| Chappelendorf (Dallenwil) | Canton Nidvaldo | frazione              |
| Kehrsiten (Stansstad)     | Canton Nidvaldo | frazione              |
| Ridli (Beckenried)        | Canton Nidvaldo | frazione              |
| Stans                     | Canton Nidvaldo | borgo                 |

### Obvaldo
| Sito                | Cantone        | Tipo                  |
| ------------------- | -------------- | --------------------- |
| Flüeli-Ranft        | Canton Obvaldo | caso particolare      |
| Kirchhofen (Sarnen) | Canton Obvaldo | caso particolare      |
| Lungern             | Canton Obvaldo | villaggio urbanizzato |
| Obsee (Lungern)     | Canton Obvaldo | frazione              |
| Ramersberg          | Canton Obvaldo | frazione              |
| Rudenz              | Canton Obvaldo | caso particolare      |
| Sachseln            | Canton Obvaldo | villaggio urbanizzato |
| Sarnen              | Canton Obvaldo | città                 |

### San Gallo
Nessuno

### Sciaffusa
| Sito                | Cantone          | Tipo                  |
| ------------------- | ---------------- | --------------------- |
| Bibermühle (Ramsen) | Canton Sciaffusa | caso particolare      |
| Dörflingen          | Canton Sciaffusa | villaggio             |
| Gächlingen          | Canton Sciaffusa | villaggio             |
| Hallau              | Canton Sciaffusa | villaggio             |
| Lohn                | Canton Sciaffusa | villaggio             |
| Löhningen           | Canton Sciaffusa | villaggio             |
| Merishausen         | Canton Sciaffusa | villaggio             |
| Neunkirch           | Canton Sciaffusa | borgo                 |
| Oberhallau          | Canton Sciaffusa | villaggio             |
| Osterfingen         | Canton Sciaffusa | villaggio             |
| Ramsen              | Canton Sciaffusa | villaggio             |
| Rüdlingen           | Canton Sciaffusa | villaggio             |
| Schaffhausen        | Canton Sciaffusa | città                 |
| Schleitheim         | Canton Sciaffusa | villaggio             |
| Stein am Rhein      | Canton Sciaffusa | borgo                 |
| Thayngen            | Canton Sciaffusa | villaggio urbanizzato |
| Wilchingen          | Canton Sciaffusa | villaggio             |

### Soletta
| Sito                                    | Cantone        | Tipo                  |
| --------------------------------------- | -------------- | --------------------- |
| Aetingen                                | Canton Soletta | villaggio             |
| Balm bei Messen                         | Canton Soletta | villaggio             |
| Balsthal                                | Canton Soletta | borgo                 |
| Büren                                   | Canton Soletta | villaggio             |
| Einsiedelei (Rüttenen)                  | Canton Soletta | caso particolare      |
| Goetheanum (Dornach)                    | Canton Soletta | caso particolare      |
| Gossliwil                               | Canton Soletta | villaggio             |
| Grenchen                                | Canton Soletta | villaggio urbanizzato |
| Hessigkofen                             | Canton Soletta | villaggio             |
| Hochwald                                | Canton Soletta | villaggio             |
| Höngen (Laupersdorf)                    | Canton Soletta | frazione              |
| Innere Klus (Balsthal)                  | Canton Soletta | caso particolare      |
| Kyburg-Buchegg                          | Canton Soletta | caso particolare      |
| Lüsslingen                              | Canton Soletta | villaggio             |
| Mariastein (Metzerlen)                  | Canton Soletta | caso particolare      |
| Meltingen                               | Canton Soletta | villaggio             |
| Messen                                  | Canton Soletta | villaggio             |
| Metzerlen                               | Canton Soletta | villaggio             |
| Mühledorf (Buchegg)                     | Canton Soletta | villaggio             |
| Nennigkofen                             | Canton Soletta | villaggio             |
| Neuendorf                               | Canton Soletta | villaggio             |
| Niederbuchsiten                         | Canton Soletta | villaggio             |
| Niedererlinsbach                        | Canton Soletta | villaggio             |
| Nuglar (Nuglar-St. Pantaleon)           | Canton Soletta | villaggio             |
| Oberbuchsiten                           | Canton Soletta | villaggio             |
| Oberdorf                                | Canton Soletta | villaggio             |
| Olten                                   | Canton Soletta | borgo                 |
| Rodersdorf                              | Canton Soletta | villaggio             |
| Schloss Waldegg/Feldbrunnen/St. Niklaus | Canton Soletta | caso particolare      |
| Schnottwil                              | Canton Soletta | villaggio             |
| Schönenwerd-Niedergösgen                | Canton Soletta | villaggio urbanizzato |
| Seewen                                  | Canton Soletta | villaggio             |
| Solothurn                               | Canton Soletta | città                 |
| St. Pantaleon (Nuglar-St. Pantaleon)    | Canton Soletta | villaggio             |
| St. Wolfgang                            | Canton Soletta | caso particolare      |
| Tscheppach                              | Canton Soletta | villaggio             |

### Svitto
| Sito                               | Cantone       | Tipo                  |
| ---------------------------------- | ------------- | --------------------- |
| Arth                               | Canton Svitto | villaggio             |
| Biberegg                           | Canton Svitto | caso particolare      |
| Brunnen (Ingenbohl)                | Canton Svitto | villaggio urbanizzato |
| Ecce Homo (Sattel)                 | Canton Svitto | frazione              |
| Einsiedeln                         | Canton Svitto | borgo                 |
| Etzelpass/St. Meinrad (Einsiedeln) | Canton Svitto | caso particolare      |
| Gersau                             | Canton Svitto | villaggio             |
| Grinau (Tuggen)                    | Canton Svitto | caso particolare      |
| Küssnacht am Rigi                  | Canton Svitto | borgo                 |
| Lachen                             | Canton Svitto | borgo                 |
| Merlischachen                      | Canton Svitto | frazione              |
| Muotathal                          | Canton Svitto | villaggio             |
| Pfäffikon-Unterdorf                | Canton Svitto | caso particolare      |
| Schwyz                             | Canton Svitto | città                 |
| Seestatt                           | Canton Svitto | frazione              |
| Siebnen (Schübelbach)              | Canton Svitto | villaggio             |
| Steinen                            | Canton Svitto | villaggio             |
| Ufenau (Freienbach)                | Canton Svitto | caso particolare      |

### Ticino
| Sito                                         | Cantone       | Tipo                  |
| -------------------------------------------- | ------------- | --------------------- |
| Airolo                                       | Canton Ticino | borgo                 |
| Altanca (Quinto)                             | Canton Ticino | villaggio             |
| Anzonico (Faido)                             | Canton Ticino | villaggio             |
| Aranno                                       | Canton Ticino | villaggio             |
| Arogno                                       | Canton Ticino | villaggio             |
| Arzo                                         | Canton Ticino | villaggio             |
| Ascona                                       | Canton Ticino | borgo                 |
| Astano                                       | Canton Ticino | villaggio             |
| Auressio (Onsernone)                         | Canton Ticino | villaggio             |
| Aurigeno (Maggia)                            | Canton Ticino | villaggio             |
| Avegno (Avegno Gordevio)                     | Canton Ticino | villaggio             |
| Barbengo (Lugano)                            | Canton Ticino | villaggio             |
| Bedigliora                                   | Canton Ticino | villaggio             |
| Bedretto                                     | Canton Ticino | villaggio             |
| Bellinzona                                   | Canton Ticino | città                 |
| Berzona (Onsernone)                          | Canton Ticino | villaggio             |
| Biasca                                       | Canton Ticino | borgo                 |
| Bidogno (Capriasca)                          | Canton Ticino | villaggio             |
| Bignasco (Cevio)                             | Canton Ticino | villaggio             |
| Biogno (Lugano)                              | Canton Ticino | frazione              |
| Bissone                                      | Canton Ticino | villaggio             |
| Bordei (Centovalli)                          | Canton Ticino | frazione              |
| Borgnone (Centovalli)                        | Canton Ticino | villaggio             |
| Boschetto (Cevio)                            | Canton Ticino | villaggio             |
| Bosco Gurin                                  | Canton Ticino | villaggio             |
| Brè (Lugano)                                 | Canton Ticino | villaggio             |
| Breno (Alto Malcantone)                      | Canton Ticino | villaggio             |
| Brione Verzasca (Verzasca)                   | Canton Ticino | villaggio             |
| Isole di Brissago (Brissago)                 | Canton Ticino | caso particolare      |
| Broglio (Lavizzara)                          | Canton Ticino | villaggio             |
| Brontallo (Lavizzara)                        | Canton Ticino | villaggio             |
| Brusata (Novazzano)                          | Canton Ticino | frazione              |
| Brusgnano/Freggio (Faido)                    | Canton Ticino | villaggio             |
| Brusino Arsizio                              | Canton Ticino | villaggio             |
| Cabbio                                       | Canton Ticino | villaggio             |
| Calonico (Faido)                             | Canton Ticino | villaggio             |
| Calpiogna (Faido)                            | Canton Ticino | villaggio             |
| Campo                                        | Canton Ticino | villaggio             |
| Campora (Castel San Pietro)                  | Canton Ticino | frazione              |
| Carona (Lugano)                              | Canton Ticino | villaggio             |
| Casima (Castel San Pietro)                   | Canton Ticino | villaggio             |
| Caslano                                      | Canton Ticino | villaggio             |
| Castagnola (Lugano)                          | Canton Ticino | caso particolare      |
| Castel San Pietro                            | Canton Ticino | villaggio             |
| Castelrotto (Tresa)                          | Canton Ticino | villaggio             |
| Cevio                                        | Canton Ticino | villaggio             |
| Chiasso                                      | Canton Ticino | caso particolare      |
| Chironico (Faido)                            | Canton Ticino | villaggio             |
| Cimadera (Lugano)                            | Canton Ticino | villaggio             |
| Cimalmotto (Campo)                           | Canton Ticino | villaggio             |
| Ciona (Lugano)                               | Canton Ticino | frazione              |
| Comologno (Onsernone)                        | Canton Ticino | villaggio             |
| Corino (Cerentino)                           | Canton Ticino | frazione              |
| Corippo (Verzasca)                           | Canton Ticino | villaggio             |
| Cortignelli (Lavizzara)                      | Canton Ticino | frazione              |
| Costa sopra Borgnone (Centovalli)            | Canton Ticino | villaggio             |
| Curio                                        | Canton Ticino | villaggio             |
| Dangio (Blenio)                              | Canton Ticino | villaggio             |
| Dongio (Acquarossa)                          | Canton Ticino | villaggio             |
| Faido                                        | Canton Ticino | villaggio urbanizzato |
| Figgione (Faido)                             | Canton Ticino | frazione              |
| Fontana (Airolo)                             | Canton Ticino | villaggio             |
| Fusio (Lavizzara)                            | Canton Ticino | villaggio             |
| Gandria (Lugano)                             | Canton Ticino | villaggio             |
| Cantine di Gandria (Lugano)                  | Canton Ticino | caso particolare      |
| Giornico                                     | Canton Ticino | villaggio             |
| Golino (Centovalli)                          | Canton Ticino | villaggio             |
| Gresso                                       | Canton Ticino | villaggio             |
| Indemini (Gambarogno)                        | Canton Ticino | villaggio             |
| Intragna (Centovalli)                        | Canton Ticino | villaggio             |
| Iseo (Bioggio)                               | Canton Ticino | villaggio             |
| Largario (Acquarossa)                        | Canton Ticino | frazione              |
| Lavertezzo (Verzasca)                        | Canton Ticino | villaggio             |
| Ligornetto (Mendrisio)                       | Canton Ticino | villaggio             |
| Linescio                                     | Canton Ticino | villaggio             |
| Lionza (Centovalli)                          | Canton Ticino | villaggio             |
| Locarno                                      | Canton Ticino | città                 |
| Loco (Onsernone)                             | Canton Ticino | villaggio             |
| Lugano                                       | Canton Ticino | città                 |
| Magadino/Rivabella (Gambarogno)              | Canton Ticino | villaggio             |
| Melano (Val Mara)                            | Canton Ticino | villaggio             |
| Mendrisio                                    | Canton Ticino | borgo                 |
| Meride                                       | Canton Ticino | villaggio             |
| Moghegno (Maggia)                            | Canton Ticino | villaggio             |
| Moleno (Bellinzona)                          | Canton Ticino | villaggio             |
| Monte (Castel San Pietro)                    | Canton Ticino | villaggio             |
| Morcote                                      | Canton Ticino | villaggio             |
| Mosogno                                      | Canton Ticino | frazione              |
| Muggio (Breggia)                             | Canton Ticino | villaggio             |
| Muzzano                                      | Canton Ticino | villaggio             |
| Navone (Serravalle)                          | Canton Ticino | frazione              |
| Olivone/Solario (Blenio)                     | Canton Ticino | villaggio             |
| Origlio                                      | Canton Ticino | villaggio             |
| Osco (Faido)                                 | Canton Ticino | villaggio             |
| Osignano (Monteceneri)                       | Canton Ticino | frazione              |
| Palagnedra (Centovalli)                      | Canton Ticino | villaggio             |
| Piotta (Quinto)                              | Canton Ticino | villaggio             |
| Pontirone (Biasca)                           | Canton Ticino | villaggio             |
| Ponto Valentino (Acquarossa)                 | Canton Ticino | villaggio             |
| Prato (Lavizzara)                            | Canton Ticino | villaggio             |
| Preonzo (Bellinzona)                         | Canton Ticino | villaggio             |
| Primadengo (Faido)                           | Canton Ticino | frazione              |
| Quinto                                       | Canton Ticino | villaggio             |
| Rancate (Mendrisio)                          | Canton Ticino | villaggio             |
| Rasa (Centovalli)                            | Canton Ticino | villaggio             |
| Riva San Vitale                              | Canton Ticino | borgo                 |
| Ronco (Quinto)                               | Canton Ticino | villaggio             |
| Rongie/Orino (Serravalle)                    | Canton Ticino | villaggio             |
| Rossura (Faido)                              | Canton Ticino | villaggio             |
| Rovio (Val Mara)                             | Canton Ticino | villaggio             |
| Russo (Onsernone)                            | Canton Ticino | villaggio             |
| Sala Capriasca (Capriasca)                   | Canton Ticino | villaggio             |
| San Bartolomeo (Verzasca)                    | Canton Ticino | frazione              |
| Ospizio del San Gottardo (Airolo)            | Canton Ticino | caso particolare      |
| Convento di Santa Maria Assunta (Capriasca)  | Canton Ticino | caso particolare      |
| Chiesa di Santa Maria Juvenia (Vernate)      | Canton Ticino | caso particolare      |
| Monastero di Santa Maria (Claro, Bellinzona) | Canton Ticino | caso particolare      |
| Chiesa di Sant'Abbondio (Collina d'Oro)      | Canton Ticino | caso particolare      |
| Scudellate (Breggia)                         | Canton Ticino | villaggio             |
| Semione (Serravalle)                         | Canton Ticino | villaggio             |
| Sessa (Tresa)                                | Canton Ticino | villaggio             |
| Sobrio/Ronzano (Sobrio)                      | Canton Ticino | villaggio             |
| Someo (Maggia)                               | Canton Ticino | villaggio             |
| Sonogno (Verzasca)                           | Canton Ticino | villaggio             |
| Sonvico (Lugano)                             | Canton Ticino | villaggio             |
| Sornico (Lavizzara)                          | Canton Ticino | villaggio             |
| Stabio                                       | Canton Ticino | borgo                 |
| Tengia (Faido)                               | Canton Ticino | villaggio             |
| Torello (Lugano)                             | Canton Ticino | caso particolare      |
| Val Bavona (Cevio)                           | Canton Ticino | caso particolare      |
| Val Malvaglia (Serravalle)                   | Canton Ticino | caso particolare      |
| Verdasio (Centovalli)                        | Canton Ticino | villaggio             |
| Verscio (Terre di Pedemonte)                 | Canton Ticino | villaggio             |
| Vico Morcote                                 | Canton Ticino | villaggio             |
| Villa (Bedretto)                             | Canton Ticino | villaggio             |
| Villa (Coldrerio)                            | Canton Ticino | villaggio             |

### Turgovia
| Sito                                                   | Cantone         | Tipo                  |
| ------------------------------------------------------ | --------------- | --------------------- |
| Altenchlingen (Engwang)                                | Canton Turgovia | caso particolare      |
| Altnau                                                 | Canton Turgovia | villaggio             |
| Alt-Paradies (Unterschlatt)                            | Canton Turgovia | caso particolare      |
| Anwil (Fischingen)                                     | Canton Turgovia | frazione              |
| Arbon                                                  | Canton Turgovia | borgo                 |
| Aumühle (Frauenfeld)                                   | Canton Turgovia | caso particolare      |
| Balgen (Egnach)                                        | Canton Turgovia | frazione              |
| Berlingen                                              | Canton Turgovia | villaggio             |
| Birmoos (Egnach)                                       | Canton Turgovia | frazione              |
| Bischofszell                                           | Canton Turgovia | borgo                 |
| Blidegg-Degenau (Sitterdorf)                           | Canton Turgovia | caso particolare      |
| Boltshausen (Märstetten)                               | Canton Turgovia | frazione              |
| Bommen (Alterswilen)                                   | Canton Turgovia | frazione              |
| Bürglen                                                | Canton Turgovia | borgo                 |
| Chratzeren (Frasnacht)                                 | Canton Turgovia | frazione              |
| Dickihof (Unterschlatt)                                | Canton Turgovia | frazione              |
| Diessenhofen                                           | Canton Turgovia | borgo                 |
| Engwang                                                | Canton Turgovia | frazione              |
| Erlen-Eppishusen                                       | Canton Turgovia | villaggio urbanizzato |
| Ermatingen                                             | Canton Turgovia | borgo                 |
| Eschenzer Becken                                       | Canton Turgovia | caso particolare      |
| Farhof (Oberneunforn)                                  | Canton Turgovia | frazione              |
| Fischingen                                             | Canton Turgovia | caso particolare      |
| Frauenfeld                                             | Canton Turgovia | città                 |
| Glarisegg (Steckborn)                                  | Canton Turgovia | caso particolare      |
| Gottlieben                                             | Canton Turgovia | borgo                 |
| Griesenberg                                            | Canton Turgovia | caso particolare      |
| Grüneck (Müllheim)                                     | Canton Turgovia | caso particolare      |
| Gündelhart (Gündelhart/Hörhausen)                      | Canton Turgovia | frazione              |
| Hagenwil (Räuchlisberg)                                | Canton Turgovia | villaggio             |
| Hard (Mauren)                                          | Canton Turgovia | frazione              |
| Hauptwil                                               | Canton Turgovia | villaggio             |
| Heiligkreuz (Wuppenau)                                 | Canton Turgovia | frazione              |
| Hessenreuti                                            | Canton Turgovia | frazione              |
| Hüttlingen                                             | Canton Turgovia | villaggio             |
| Karthause Ittingen (Warth)                             | Canton Turgovia | caso particolare      |
| Kehlhof (Berg)                                         | Canton Turgovia | frazione              |
| Kesswil                                                | Canton Turgovia | villaggio             |
| Kreuzlingen                                            | Canton Turgovia | villaggio urbanizzato |
| Lustdorf                                               | Canton Turgovia | villaggio             |
| Lütmerken (Griesenberg)                                | Canton Turgovia | frazione              |
| Mammern                                                | Canton Turgovia | caso particolare      |
| Märstetten                                             | Canton Turgovia | villaggio             |
| Münsterlingen (Scherzingen/Landschlacht)               | Canton Turgovia | caso particolare      |
| Närgeten (Weiningen)                                   | Canton Turgovia | frazione              |
| Niederneunforn                                         | Canton Turgovia | villaggio             |
| Nussbaumen                                             | Canton Turgovia | villaggio             |
| Oberneunforn                                           | Canton Turgovia | villaggio             |
| Oberwangen (Fischingen)                                | Canton Turgovia | frazione              |
| Oettlishusen (Hohentannen)                             | Canton Turgovia | caso particolare      |
| Ottenberg Südhang                                      | Canton Turgovia | caso particolare      |
| Ottoberg (Märstetten)                                  | Canton Turgovia | villaggio             |
| Rheinklingen                                           | Canton Turgovia | villaggio             |
| Roggwil                                                | Canton Turgovia | villaggio             |
| Romanshorn                                             | Canton Turgovia | villaggio urbanizzato |
| Salenstein                                             | Canton Turgovia | villaggio             |
| Schlossbereich Untersee Ost (Tägerwilen, Salenstein)   | Canton Turgovia | caso particolare      |
| Schlossbereich Untersee West (Lanzenneunforn, Mammern) | Canton Turgovia | caso particolare      |
| Schönholzerswilen                                      | Canton Turgovia | villaggio             |
| Sommeri                                                | Canton Turgovia | villaggio             |
| St. Katharinental (Willisdorf)                         | Canton Turgovia | caso particolare      |
| Steckborn                                              | Canton Turgovia | borgo                 |
| Steinebrunn (Egnach)                                   | Canton Turgovia | villaggio             |
| Stettfurt                                              | Canton Turgovia | villaggio             |
| Tobel                                                  | Canton Turgovia | caso particolare      |
| Triboltingen                                           | Canton Turgovia | villaggio             |
| Trüttlikon (Buch)                                      | Canton Turgovia | frazione              |
| Watt (Roggwil)                                         | Canton Turgovia | frazione              |
| Weinfelden                                             | Canton Turgovia | borgo                 |
| Wertbühl (Reuti)                                       | Canton Turgovia | frazione              |
| Zezikon                                                | Canton Turgovia | frazione              |
| Zihlschlacht                                           | Canton Turgovia | villaggio             |

### Uri
| Sito                             | Cantone    | Tipo                  |
| -------------------------------- | ---------- | --------------------- |
| Altdorf                          | Canton Uri | città                 |
| Amsteg (Silenen)                 | Canton Uri | caso particolare      |
| Andermatt                        | Canton Uri | villaggio             |
| Bauen                            | Canton Uri | villaggio             |
| Bürglen                          | Canton Uri | villaggio             |
| Dörfli (Silenen)                 | Canton Uri | frazione              |
| Erstfeld                         | Canton Uri | villaggio urbanizzato |
| Flüelen                          | Canton Uri | villaggio urbanizzato |
| Göschenen                        | Canton Uri | villaggio urbanizzato |
| Gurtnellen-Wyler (Gurtnellen)    | Canton Uri | caso particolare      |
| Hospental                        | Canton Uri | villaggio             |
| Maderanertal Berghotel (Silenen) | Canton Uri | caso particolare      |

### Vallese
| Sito                                       | Cantone        | Tipo                  |
| ------------------------------------------ | -------------- | --------------------- |
| Albinen                                    | Canton Vallese | villaggio             |
| Ammere/Gadme/Wiler (Blitzingen)            | Canton Vallese | frazione              |
| Ayer                                       | Canton Vallese | villaggio             |
| Barmüli (Visperterminen)                   | Canton Vallese | frazione              |
| Bidermatten (Saas Balen)                   | Canton Vallese | frazione              |
| Biel (Grafschaft)                          | Canton Vallese | villaggio             |
| Bitzinen (Visperterminen)                  | Canton Vallese | frazione              |
| Blatten                                    | Canton Vallese | villaggio             |
| Blatten (Naters)                           | Canton Vallese | villaggio             |
| Bodma (Bellwald)                           | Canton Vallese | frazione              |
| Bodmen (Blitzingen)                        | Canton Vallese | frazione              |
| Bodmen (Mund)                              | Canton Vallese | frazione              |
| Bourg-Saint-Pierre                         | Canton Vallese | villaggio             |
| Bramois (Sion)                             | Canton Vallese | villaggio             |
| Branson (Fully)                            | Canton Vallese | frazione              |
| Brig                                       | Canton Vallese | città                 |
| Bruson (Bagnes)                            | Canton Vallese | villaggio             |
| Burge (Törbel)                             | Canton Vallese | frazione              |
| Le Châble (Bagnes)                         | Canton Vallese | villaggio             |
| Commeire (Orsières)                        | Canton Vallese | frazione              |
| Conthey-Bourg/St-Séverin (Conthey)         | Canton Vallese | caso particolare      |
| Egga (Betten)                              | Canton Vallese | frazione              |
| Egga (Sempione)                            | Canton Vallese | frazione              |
| Eischoll                                   | Canton Vallese | villaggio             |
| Eisten                                     | Canton Vallese | villaggio             |
| Eisten (Blatten)                           | Canton Vallese | frazione              |
| Ernen                                      | Canton Vallese | villaggio             |
| Erschmatt                                  | Canton Vallese | villaggio             |
| Evionnaz                                   | Canton Vallese | villaggio             |
| Evolène                                    | Canton Vallese | villaggio             |
| Fäld (Binn)                                | Canton Vallese | frazione              |
| Feld (Törbel)                              | Canton Vallese | frazione              |
| Feschel                                    | Canton Vallese | villaggio             |
| Finhaut                                    | Canton Vallese | caso particolare      |
| Fontenelle (Bagnes)                        | Canton Vallese | frazione              |
| Geschinen                                  | Canton Vallese | villaggio             |
| Gletsch (Oberwald)                         | Canton Vallese | caso particolare      |
| Gluringen                                  | Canton Vallese | villaggio             |
| Goppisberg                                 | Canton Vallese | villaggio             |
| Grand St-Bernard (Bourg-St-Pierre)         | Canton Vallese | caso particolare      |
| Greich                                     | Canton Vallese | villaggio             |
| Grengiols                                  | Canton Vallese | villaggio             |
| Grimentz                                   | Canton Vallese | villaggio             |
| Les Haudères (Evolène)                     | Canton Vallese | villaggio             |
| Hérémence                                  | Canton Vallese | villaggio             |
| Isérables                                  | Canton Vallese | villaggio             |
| Kippel                                     | Canton Vallese | villaggio             |
| Lana (Evolène)                             | Canton Vallese | frazione              |
| Lens                                       | Canton Vallese | villaggio             |
| Leuk                                       | Canton Vallese | borgo                 |
| Liddes                                     | Canton Vallese | villaggio             |
| Mâche/Mâchette (Hérémence)                 | Canton Vallese | frazione              |
| Martigny-Bourg (Martigny)                  | Canton Vallese | borgo                 |
| Martigny-Ville (Martigny)                  | Canton Vallese | città                 |
| Mase                                       | Canton Vallese | villaggio             |
| Médières (Bagnes)                          | Canton Vallese | villaggio             |
| Miéville (Vernayaz)                        | Canton Vallese | frazione              |
| Mühlebach                                  | Canton Vallese | villaggio             |
| Münster-Geschinen                          | Canton Vallese | villaggio             |
| Naters                                     | Canton Vallese | villaggio urbanizzato |
| Neubrück (Stalden)                         | Canton Vallese | caso particolare      |
| Niedergesteln                              | Canton Vallese | villaggio             |
| Niederhäusern (Visperterminen)             | Canton Vallese | frazione              |
| Niederwald                                 | Canton Vallese | villaggio             |
| Obergesteln                                | Canton Vallese | villaggio             |
| Oberstalden (Visperterminen)               | Canton Vallese | frazione              |
| Pinsec (St-Jean)                           | Canton Vallese | frazione              |
| Plan Cerisier (Martigny-Combe)             | Canton Vallese | caso particolare      |
| Rarner Chumma (Raron)                      | Canton Vallese | frazione              |
| Raron                                      | Canton Vallese | villaggio             |
| Reckingen                                  | Canton Vallese | villaggio             |
| Ritzingen                                  | Canton Vallese | villaggio             |
| Saillon                                    | Canton Vallese | borgo                 |
| Saint-Gingolph                             | Canton Vallese | caso particolare      |
| Saint-Jean                                 | Canton Vallese | villaggio             |
| Saint-Maurice                              | Canton Vallese | città                 |
| Saint-Pierre-de-Clages (Chamoson)          | Canton Vallese | villaggio             |
| Sarreyer (Bagnes)                          | Canton Vallese | villaggio             |
| Schmidigehischere (Binn)                   | Canton Vallese | villaggio             |
| Selkingen                                  | Canton Vallese | villaggio             |
| Sembrancher                                | Canton Vallese | borgo                 |
| Sierre                                     | Canton Vallese | caso particolare      |
| Simplon-Dorf (Sempione)                    | Canton Vallese | villaggio             |
| Passo del Sempione (Sempione)              | Canton Vallese | caso particolare      |
| Sion                                       | Canton Vallese | città                 |
| Stalden                                    | Canton Vallese | villaggio             |
| Törbel                                     | Canton Vallese | villaggio             |
| Le Trétien (Salvan)                        | Canton Vallese | frazione              |
| Turtig/Wandfluh (Raron, Bürchen, Eischoll) | Canton Vallese | caso particolare      |
| Turtmann                                   | Canton Vallese | villaggio             |
| Ulrichen                                   | Canton Vallese | villaggio             |
| Unterstalden (Visperterminen)              | Canton Vallese | frazione              |
| Vens (Vollèges)                            | Canton Vallese | frazione              |
| Venthône                                   | Canton Vallese | villaggio             |
| Vionnaz                                    | Canton Vallese | villaggio             |
| Visp                                       | Canton Vallese | borgo                 |
| Vissoie                                    | Canton Vallese | villaggio             |
| Vollèges                                   | Canton Vallese | villaggio             |
| Vouvry                                     | Canton Vallese | villaggio             |
| Wasen (Bitsch)                             | Canton Vallese | frazione              |
| Weissenried (Blatten)                      | Canton Vallese | frazione              |

### Vaud
| Sito                                   | Cantone     | Tipo                  |
| -------------------------------------- | ----------- | --------------------- |
| Aigle                                  | Canton Vaud | borgo                 |
| Aran (Villette)                        | Canton Vaud | villaggio             |
| Aubonne                                | Canton Vaud | borgo                 |
| Avenches                               | Canton Vaud | borgo                 |
| Begnins                                | Canton Vaud | villaggio             |
| Bougy-Villars                          | Canton Vaud | villaggio             |
| Bugnaux (Essertines-sur-Rolle)         | Canton Vaud | frazione              |
| Bursins                                | Canton Vaud | villaggio             |
| Burtigny                               | Canton Vaud | villaggio             |
| Caux (Montreux)                        | Canton Vaud | caso particolare      |
| Château de Chillon (Veytaux)           | Canton Vaud | caso particolare      |
| Châtelard (Lutry)                      | Canton Vaud | frazione              |
| La Chaux                               | Canton Vaud | villaggio             |
| Chavannes-sur-Moudon                   | Canton Vaud | villaggio             |
| Chez-les-Aubert (Le Chenit)            | Canton Vaud | frazione              |
| Colombier                              | Canton Vaud | villaggio             |
| Combremont-le-Petit                    | Canton Vaud | villaggio             |
| Coppet                                 | Canton Vaud | borgo                 |
| Cossonay                               | Canton Vaud | borgo                 |
| Cotterd (Bellerive)                    | Canton Vaud | frazione              |
| Cuarnens                               | Canton Vaud | villaggio             |
| Cully                                  | Canton Vaud | borgo                 |
| Denezy                                 | Canton Vaud | villaggio             |
| Eclépens                               | Canton Vaud | villaggio             |
| Epesses                                | Canton Vaud | villaggio             |
| Etoy                                   | Canton Vaud | villaggio             |
| Féchy                                  | Canton Vaud | villaggio             |
| Ferreyres                              | Canton Vaud | villaggio             |
| Flendruz (Rougemont)                   | Canton Vaud | frazione              |
| Gimel                                  | Canton Vaud | villaggio             |
| Givrins                                | Canton Vaud | villaggio             |
| Grandcour                              | Canton Vaud | villaggio             |
| Grandvaux                              | Canton Vaud | villaggio             |
| Granges-près-Marnand                   | Canton Vaud | villaggio urbanizzato |
| Gryon                                  | Canton Vaud | villaggio urbanizzato |
| Haras fédéral (Avenches)               | Canton Vaud | caso particolare      |
| Huémoz (Ollon)                         | Canton Vaud | villaggio             |
| Jouxtens-Mézery                        | Canton Vaud | caso particolare      |
| L'Etivaz (Château-d'Œx)                | Canton Vaud | frazione              |
| L'Isle                                 | Canton Vaud | caso particolare      |
| La Forclaz (Ormont-Dessous)            | Canton Vaud | villaggio             |
| La Ville (Ormont-Dessus)               | Canton Vaud | frazione              |
| Lausanne                               | Canton Vaud | città                 |
| Lavigny                                | Canton Vaud | villaggio             |
| Le Bévieux (Bex)                       | Canton Vaud | caso particolare      |
| Le Lieu                                | Canton Vaud | villaggio             |
| Le Pont (L'Abbaye)                     | Canton Vaud | villaggio             |
| Le Séchey (Le Lieu)                    | Canton Vaud | villaggio             |
| Le Sentier (Le Chenit)                 | Canton Vaud | villaggio urbanizzato |
| Le Solliat (Le Chenit)                 | Canton Vaud | villaggio             |
| Les Posses (Bex)                       | Canton Vaud | villaggio             |
| Leysin                                 | Canton Vaud | villaggio urbanizzato |
| Lonay                                  | Canton Vaud | villaggio             |
| Lovatens                               | Canton Vaud | villaggio             |
| Lucens                                 | Canton Vaud | borgo                 |
| Luins                                  | Canton Vaud | frazione              |
| Lutry                                  | Canton Vaud | borgo                 |
| Marchissy                              | Canton Vaud | villaggio             |
| Mex                                    | Canton Vaud | villaggio             |
| Mollens                                | Canton Vaud | villaggio             |
| Montet (Cudrefin)                      | Canton Vaud | villaggio             |
| Montreux                               | Canton Vaud | caso particolare      |
| Mont-sur-Rolle                         | Canton Vaud | villaggio             |
| Morges                                 | Canton Vaud | borgo                 |
| Moudon                                 | Canton Vaud | borgo                 |
| Noville                                | Canton Vaud | villaggio             |
| Nyon                                   | Canton Vaud | città                 |
| Ogens                                  | Canton Vaud | villaggio             |
| Ollon                                  | Canton Vaud | villaggio             |
| Orny                                   | Canton Vaud | villaggio             |
| Oron-le-Châtel                         | Canton Vaud | caso particolare      |
| Pampigny                               | Canton Vaud | villaggio             |
| Payerne                                | Canton Vaud | borgo                 |
| Perroy                                 | Canton Vaud | villaggio             |
| Poudrerie fédérale (Aubonne)           | Canton Vaud | caso particolare      |
| Prangins                               | Canton Vaud | villaggio             |
| Pully                                  | Canton Vaud | villaggio urbanizzato |
| Riex                                   | Canton Vaud | villaggio             |
| Rivaz                                  | Canton Vaud | villaggio             |
| Rolle                                  | Canton Vaud | borgo                 |
| Rossinière                             | Canton Vaud | villaggio             |
| Rougemont                              | Canton Vaud | villaggio             |
| Saint-Livres                           | Canton Vaud | villaggio             |
| Saint-Prex                             | Canton Vaud | borgo                 |
| Saint-Saphorin                         | Canton Vaud | villaggio             |
| Saint-Saphorin-sur-Morges              | Canton Vaud | villaggio             |
| La Sarraz                              | Canton Vaud | borgo                 |
| Sassel                                 | Canton Vaud | villaggio             |
| Savuit (Lutry)                         | Canton Vaud | frazione              |
| Tartegnin                              | Canton Vaud | frazione              |
| Taveyanne (Gryon)                      | Canton Vaud | caso particolare      |
| Territet/Veytaux (Montreux et Veytaux) | Canton Vaud | villaggio urbanizzato |
| Trey                                   | Canton Vaud | villaggio             |
| Treytorrens                            | Canton Vaud | villaggio             |
| Treytorrens (Puidoux)                  | Canton Vaud | frazione              |
| Vallamand-Dessous (Bellerive)          | Canton Vaud | frazione              |
| Vernand-Dessus (Lausanne)              | Canton Vaud | caso particolare      |
| Ormont-Dessus (Ormont-Dessus)          | Canton Vaud | villaggio             |
| Vevey                                  | Canton Vaud | città                 |
| Veyges (Leysin)                        | Canton Vaud | frazione              |
| Villarzel                              | Canton Vaud | villaggio             |
| Villas Dubochet (Montreux)             | Canton Vaud | caso particolare      |
| Villeneuve                             | Canton Vaud | borgo                 |
| Vinzel                                 | Canton Vaud | frazione              |
| Vufflens-la-Ville                      | Canton Vaud | villaggio             |
| Vufflens-le-Château                    | Canton Vaud | caso particolare      |
| Vullierens                             | Canton Vaud | villaggio             |
| Yens                                   | Canton Vaud | villaggio             |
| Yvorne/Vers Morey                      | Canton Vaud | villaggio             |

### Zugo
| Sito                                                | Cantone     | Tipo                  |
| --------------------------------------------------- | ----------- | --------------------- |
| Berchtwil (Risch)                                   | Canton Zugo | frazione              |
| Cham                                                | Canton Zugo | villaggio urbanizzato |
| Kloster Frauental (Cham)                            | Canton Zugo | caso particolare      |
| Kloster Gubel (Menzingen)                           | Canton Zugo | caso particolare      |
| Hofsiedlungslandschaft Schwand (Menzingen, Neuheim) | Canton Zugo | caso particolare      |
| Fabrikanlage Lorzenweid (Cham)                      | Canton Zugo | caso particolare      |
| Meisterswil/Talacher (Hünenberg)                    | Canton Zugo | frazione              |
| Neuägeri (Unterägeri)                               | Canton Zugo | caso particolare      |
| Niederwil (Cham)                                    | Canton Zugo | villaggio             |
| Schönfels/Felsenegg, ehem. Hotelanlagen (Zugo)      | Canton Zugo | caso particolare      |
| Spinnerei an der Lorze (Baar)                       | Canton Zugo | caso particolare      |
| St. Wolfgang/Wart (Hünenberg)                       | Canton Zugo | caso particolare      |
| Ufersiedlungslandschaft Risch/Buonas (Risch)        | Canton Zugo | caso particolare      |
| Zugo                                                | Canton Zugo | città                 |

### Zurigo
| Sito                               | Cantone       | Tipo                  |
| ---------------------------------- | ------------- | --------------------- |
| Andelfingen                        | Canton Zurigo | villaggio             |
| Bauma                              | Canton Zurigo | villaggio urbanizzato |
| Berg am Irchel                     | Canton Zurigo | villaggio             |
| Blitterswil/Juckern                | Canton Zurigo | caso particolare      |
| Bocken Landgut                     | Canton Zurigo | caso particolare      |
| Bülach                             | Canton Zurigo | borgo                 |
| Burg (Meilen)                      | Canton Zurigo | frazione              |
| Dägerlen                           | Canton Zurigo | frazione              |
| Dürstelen                          | Canton Zurigo | frazione              |
| Eglisau                            | Canton Zurigo | borgo                 |
| Elgg mit Schloss                   | Canton Zurigo | borgo                 |
| Ellikon am Rhein                   | Canton Zurigo | frazione              |
| Feldbach/Schirmensee               | Canton Zurigo | caso particolare      |
| Feuerthalen                        | Canton Zurigo | villaggio urbanizzato |
| Freudwil                           | Canton Zurigo | frazione              |
| Girsberg mit Schloss               | Canton Zurigo | frazione              |
| Glattfelden                        | Canton Zurigo | villaggio             |
| Greifensee                         | Canton Zurigo | borgo                 |
| Grossholz/Grüt (Mettmenstetten)    | Canton Zurigo | frazione              |
| Grundhof/Mörsburg                  | Canton Zurigo | frazione              |
| Gründisau                          | Canton Zurigo | frazione              |
| Grüningen                          | Canton Zurigo | borgo                 |
| Guntalingen                        | Canton Zurigo | villaggio             |
| Hauptikon                          | Canton Zurigo | frazione              |
| Hermatswil                         | Canton Zurigo | frazione              |
| Hinter-Uttenberg                   | Canton Zurigo | frazione              |
| Horgen                             | Canton Zurigo | villaggio urbanizzato |
| Husen mit Schloss Wyden            | Canton Zurigo | frazione              |
| Husertal                           | Canton Zurigo | frazione              |
| Spinnerei Jakobsthal (Bülach)      | Canton Zurigo | caso particolare      |
| Kappel/Näfenhüser                  | Canton Zurigo | caso particolare      |
| Kirchinhard                        | Canton Zurigo | villaggio             |
| Kyburg                             | Canton Zurigo | villaggio             |
| Schloss Laufen                     | Canton Zurigo | caso particolare      |
| Lützelsee                          | Canton Zurigo | frazione              |
| Marthalen                          | Canton Zurigo | villaggio             |
| Maschwanden                        | Canton Zurigo | villaggio             |
| Mülenen (Richterswil)              | Canton Zurigo | caso particolare      |
| Mutzmalen                          | Canton Zurigo | frazione              |
| Neerach                            | Canton Zurigo | villaggio             |
| Neuthal                            | Canton Zurigo | caso particolare      |
| Oberrifferswil                     | Canton Zurigo | villaggio             |
| Oberstammheim                      | Canton Zurigo | villaggio             |
| Oberteufen mit Schloss             | Canton Zurigo | caso particolare      |
| Oetikon                            | Canton Zurigo | villaggio urbanizzato |
| Oetwil an der Limmat               | Canton Zurigo | villaggio             |
| Ossingen                           | Canton Zurigo | villaggio             |
| Otelfingen                         | Canton Zurigo | villaggio             |
| Ottenhusen                         | Canton Zurigo | frazione              |
| Pfäffikon                          | Canton Zurigo | villaggio urbanizzato |
| Pfungen                            | Canton Zurigo | villaggio             |
| Rafz                               | Canton Zurigo | villaggio             |
| Regensberg                         | Canton Zurigo | borgo                 |
| Rheinau mit Kloster und Klinik     | Canton Zurigo | caso particolare      |
| Richterswil                        | Canton Zurigo | villaggio urbanizzato |
| Rudolfingen                        | Canton Zurigo | villaggio             |
| Rüti mit Untertann                 | Canton Zurigo | villaggio urbanizzato |
| Landgut Schipf mit Seeuferhang     | Canton Zurigo | caso particolare      |
| Seegräben                          | Canton Zurigo | villaggio             |
| Stadel                             | Canton Zurigo | villaggio             |
| Tüfenbach                          | Canton Zurigo | frazione              |
| Unterstammheim                     | Canton Zurigo | villaggio             |
| Uster                              | Canton Zurigo | villaggio urbanizzato |
| Wald                               | Canton Zurigo | villaggio urbanizzato |
| Waltalingen mit Schloss Schwandegg | Canton Zurigo | villaggio             |
| Wangen                             | Canton Zurigo | villaggio             |
| Wasterkingen                       | Canton Zurigo | villaggio             |
| Weissenbach (Mettmenstetten)       | Canton Zurigo | frazione              |
| Wellenau                           | Canton Zurigo | frazione              |
| Wiesendangen                       | Canton Zurigo | villaggio             |
| Winikon                            | Canton Zurigo | frazione              |
| Winterthur                         | Canton Zurigo | città                 |

## Tipologia
I tipi sono basati sull'ordinanza e tradotti come segue:
- città[4]: Stadt, Stadt/Flecken (tedesco), ville (francese)
- borgo, borgo/cittadina[5]: Kleinstadt, Kleinstadt (Flecken) (tedesco), petite ville (francese)
- villaggio urbanizzato[6]: verstädtertes Dorf (tedesco), village urbanisé (francese), vischnanca urbanisada (romancio)
- villaggio[7]: Dorf (tedesco), village (francese), vischnanca (romancio)
- frazione, frazione (casale)[8]: Weiler (tedesco), hameau (francese), aclaun (romancio)
- caso particolare[9]: Spezialfall (tedesco), cas particulier, cas spécial (francese), cas spezial (romancio)